# TYPE-MOON
TYPE-MOON（タイプムーン）は、日本のクリエイタープロダクション・有限会社ノーツ（英: Notes Co., Ltd.）のゲームブランド。またその前身にあたる、2000年から2003年にかけて活動していた同人サークル。
ノーツは同人サークルとしてのTYPE-MOONメンバーによって設立された会社であり（社名はメンバーの一人・奈須きのこの小説『Notes.』に由来）、「ノーツ＝TYPE-MOON」と言える。代表は武内崇。
"TYPE-MOON"を直訳した「型月」という通称で呼ばれることもある。

## 変遷

### 同人サークルとして出発
株式会社コンパイルのグラフィッカーだった武内崇を中心に1999年結成。武内崇の中学校時代からの友人である奈須きのこに、コンパイルの元同僚であったプログラマーの清兵衛・音楽のKateを加え、4名でスタートする。
同年のコミックマーケットで制作を告知（以下における同人作品の発売日は、特記しない限りいずれもコミックマーケットでの頒布を基準日）し、2000年8月11日に体験版として『月姫～半月版～』が発売され、2000年12月29日に完全版のビジュアルノベル『月姫』が2,500円で発売された。2001年1月21日には『月姫』のアドオンディスク『月姫PLUS-DISC』、2001年8月10日にはファンディスク『歌月十夜』も発売された。
2002年12月28日、渡辺製作所との共同制作で、『月姫』の続編と言える対戦型格闘ゲーム+ビジュアルノベル『MELTY BLOOD』を発売。

### 商業ゲームメーカーへの移行
「Fate/stay night プレミアムファンブック」によれば、『歌月十夜』（2001年）の時期で「企業にするかどうか」という話し合いが持たれた。「企業化した方がいいのかなという雰囲気もあった」が、まず初心に帰る意味も込め次回作『Fate/stay night』に専念することを決定した（「問題を先送りにしたわけです」とも）。
当初は『MELTY BLOOD』の作業と同時に『Fate/stay night』を同人作品として開発する予定だった。しかし春には背景グラフィックを品質向上として外注し、夏にはセイバールートのシナリオを脱稿した奈須きのこが「商業で出したい」と言明、他スタッフもそのシナリオを読み同調した。そして2002年10月、武内は奈須、清兵衛とドイツ料理屋に居る際に商業化を決意した。
2003年に商業移行を発表し有限会社『ノーツ』を設立。同年4月29日、これまで発表した作品（『月姫』、『歌月十夜』、『月姫PLUS-DISC』に追加要素と新エンジンを用いた別バージョン『月姫 PLUS+DISC』）を収録し、BGMを一部アレンジした『月箱』のリリースをもって同人サークルとしてのTYPE-MOONは活動を停止した。

### 商業移行後のゲーム展開
2004年1月30日、商業ゲームメーカーとしての第1作『Fate/stay night』を発売。同年6月には別サークルにて発表していた、『月姫』と共通の世界観を持つ奈須の小説『空の境界』が講談社から発売。
2005年3月25日、アーケードゲーム『MELTY BLOOD Act Cadenza』が稼動。
2005年10月28日、『Fate/stay night』ファンディスク『Fate/hollow ataraxia』が発売。本作以降アダルトゲームの新規発表は行われていない。
2006年8月10日、初のコンシューマーゲームとして PlayStation 2版『MELTY BLOOD Act Cadenza』が発売。
2007年4月19日、PlayStation 2版『Fate/stay night [Réalta Nua]』が発売。
2007年9月13日、PlayStation Portable『フェイト/タイガーころしあむ』が発売。
2008年6月11日、アーケードゲーム『Fate/unlimited codes』が稼動。
2008年8月28日、PlayStation Portable『フェイト/タイガーころしあむ アッパー』が発売。
2008年9月19日、アーケードゲーム『MELTY BLOOD Actress Again』が稼働。
2010年7月22日、PlayStation Portable『Fate/EXTRA』が発売。
2011年8月14日、10周年記念企画OVA『カーニバル・ファンタズム』が発売。
2012年4月12日、PCゲーム（Windows）『魔法使いの夜』が発売。
2013年3月28日、PlayStation Portable『Fate/EXTRA CCC』が発売。
2015年7月30日、スマートフォン向けゲームアプリ『Fate/Grand Order』がサービス開始。
2016年11月10日、PlayStation 4、PlayStation Vita『Fate/EXTELLA』が発売。
2018年6月7日、PlayStation 4、PlayStation Vita『Fate/EXTELLA LINK』が発売。
2019年8月30日、新スタジオTYPE-MOON studio BBを設立。
2021年8月26日、PlayStation 4、Nintendo Switch『月姫 -A piece of blue glass moon-』が発売。
2021年9月30日、PlayStation 4、Nintendo Switch、Xbox One、Steam『MELTY BLOOD: TYPE LUMINA』が発売。
2023年4月、こども食堂の運営や立ち上げに助成金を出す慈善団体として、一般財団法人ノーツすこやかこども財団を設立。

## 作品リスト

### ゲーム

#### 『月姫』シリーズ
- 月姫（2000年）
  - PCゲーム。『TYPE-MOON』初作品。
- 月姫PLUS-DISC（2001年）
  - PCゲーム。『月姫』の追加特典ディスク。『月姫』の修正ファイルやショートストーリーが収録されている。
- 歌月十夜（2001年）
  - PCゲーム。『月姫』のファンディスク。
- 月箱（2003年）
  - PCゲーム。『月姫』『月姫PLUS-DISC』『歌月十夜』のセット。追加要素もある。
- 月姫 -A piece of blue glass moon-（2021年、販売：アニプレックス）
  - PS4、Nintendo Switch用ゲーム。『月姫』アルクェイドルート・シエルルートのリメイク[4]。

#### 『MELTY BLOOD』シリーズ
- MELTY BLOOD（2002年）
  - PCゲーム。『渡辺製作所』との共同制作。『月姫』を題材にした格闘ゲーム。
- MELTY BLOOD Re・ACT（2004年）
  - PCゲーム。『MELTY BLOOD』の追加ディスク。新キャラクターやアーケードモードが追加される。
- MELTY BLOOD Re・ACT Final Tuned（2005年）[5]
  - PCゲーム。『MELTY BLOOD』の追加ディスク。修正ファイル自体はインターネット上でダウンロード可能であるが、こちらのジャケットは武内崇の描きおろし。
- MELTY BLOOD Act Cadenza（2005年、販売：エコールソフトウェア）
  - アーケードゲーム。『Re・ACT』に新キャラクターを追加し、バランス調整を施したもの。後にPS2版も発売された。
- MELTY BLOOD Act Cadenza Ver.B（2006年、販売：エコールソフトウェア）
  - PCゲーム。PS2版をベースに調整された『Ver.B』をWindowsに移植したもの。タッグバトルなどの要素が追加されている。
- MELTY BLOOD Actress Again（2008年、販売：エコールソフトウェア）
  - アーケードゲーム。新キャラクターの追加と共に、大幅にシステムが変更された。後にPS2版が発売された。
- MELTY BLOOD Actress Again Current Code（2010年、販売：エコールソフトウェア）
  - アーケードゲーム。PS2版の逆移植アーケード版。後にOVA『カーニバル・ファンタズム 3rd Season』の初回特典としてWindows版が発表された。
- MELTY BLOOD: TYPE LUMINA（2021年、販売：ディライトワークス）
  - PS4、 Nintendo Switch、Xbox One、Steam用ゲーム。『フランスパン』開発。今作はリメイク版である『月姫 -A piece of blue glass moon-』を題材にしている[6]。

#### 『Fate』シリーズ
- Fate/stay night（2004年）
  - PCゲーム。初の商業流通作品。
- Fate/hollow ataraxia（2005年）
  - PCゲーム。『Fate/stay night』のファンディスク。後にPS Vita版も発売された。
- Fate/stay night [Réalta Nua]（2007年、販売：角川書店）
  - PS2専用ゲーム。『stay night』をフルボイス化し、新規シナリオを追加した移植版。後にPS Vita版も発売された。ヒロイン3名の各ルートを分割したダウンロード専用のPC版、スマートフォン版も発売。
- とびだせ!トラぶる花札道中記（2007年、販売：角川書店）
  - PSP専用ゲーム。『hollow ataraxia』収録のミニゲームを移植したもの。PS2版『Réalta Nua』の限定版特典で、Vita版『Réalta Nua』の購入特典。
- とびたて!超時空トラぶる花札大作戦（2012年、販売：角川書店）
  - PSP専用ゲーム。『道中記』の続編。キャラクターは一新されている。Vita版『Réalta Nua』の購入特典。
- フェイト/タイガーころしあむ（2007年、販売：カプコン、開発：キャビア）
  - PSP専用ゲーム。『Fate』のキャラクターが登場する3Dアクションゲーム。
- フェイト/タイガーころしあむ アッパー（2008年、販売：カプコン、開発：キャビア）
  - PSP専用ゲーム。『タイガーころしあむ』の続編で、新キャラクターが追加された。
- Fate/unlimited codes（2008年、販売：カプコン、開発：エイティング）
  - アーケードゲーム。『Fate』を題材とした格闘ゲーム。後にPS2版、PSP版が発売された。
- Fate/EXTRA（2010年、販売：マーベラスエンターテイメント、開発：イメージエポック）
  - PSP専用ゲーム。新キャラクターがメインのRPG。
- Fate/EXTRA CCC（2013年、販売：マーベラスAQL、開発：イメージエポック）
  - PSP専用ゲーム。『EXTRA』の続編。
- Fate/kaleid liner プリズマ☆イリヤ（2014年、販売：角川ゲームス、企画・製作：角川書店、制作：ウインズ、デジタルワークスエンターテインメント）
  - 3DS専用ゲーム。スピンオフコミック『プリズマ☆イリヤ』のゲーム作品。
- Fate/Grand Order（2015年、配信：アニプレックス、開発：ディライトワークス→ラセングル）
  - スマートフォン専用ゲーム。歴代Fateシリーズのキャラクターが登場。
- Fate/EXTELLA（2016年、販売・開発：マーベラス）
  - PS4/PS Vita、Nintendo Switch、PC用ゲーム。『EXTRA』シリーズの世界観を基にしたアクションゲーム。
- Fate/Grand Order VR feat.マシュ・キリエライト（2017年、配信：アニプレックス、開発：ディライトワークス）
  - PS VR専用ゲーム。『Grand Order』を題材としたVRドラマ。
- Fate/EXTELLA LINK（2018年、販売・開発：マーベラス）
  - PS4/PS Vita、Nintendo Switch、PC用ゲーム。『EXTELLA』の続編。
- Fate/Grand Order Arcade（2018年、開発：セガ）
  - 『Grand Order』を原作とするアーケードゲーム。
- カプセルさーばんと（2019年）
  - スマートフォン専用ゲーム。PS Vita版『hollow ataraxia』（2014年）に収録されたゲームを単独配信したもの。
- Fate/Grand Order Waltz in the MOONLIGHT/LOSTROOM（2020年、配信：アニプレックス、開発：ディライトワークス）
  - スマートフォン専用ゲーム。『Grand Order』を題材とした音楽ゲーム。
- 毎日♪ 衛宮さんちの今日のごはん（2021年、販売：アニプレックス、開発：グリッド）
  - Nintendo Switch専用ゲーム。スピンオフコミック『衛宮さんちの今日のごはん』のゲーム作品。
- Fate/Samurai Remnant（2023年9月28日発売、開発：コーエーテクモゲームス / ω-Force）
  - PS4/PS5、Nintendo Switch、PC用ゲーム。アクションRPG[7]。

#### その他のゲーム
- 魔法使いの夜（2012年）
  - PC専用ゲーム。奈須の未発表小説をゲーム化したもの。後にPS4・Nintendo Switch版が発売された。
- 428 〜封鎖された渋谷で〜（2008年、販売：セガ）
  - Wii専用ゲーム。ボーナスシナリオ2「カナン編」を制作した。後にPSP・PS3・PS4・Steam版が発売された。

### 書籍

#### 小説

##### 『Fate』シリーズ (小説)
- Fate/Zero（2006年 - 2007年、著者：虚淵玄、イラスト：武内崇）
  - 『Fate/stay night』の外伝作品。本編より10年前の物語を描いている。後に星海社文庫から文庫版が発売された。
- Fate/Apocrypha（2012年 - 2014年、著者：東出祐一郎、イラスト：近衛乙嗣）
  - 後に角川文庫から文庫版が発売された。
- Fate/Prototype 蒼銀のフラグメンツ（2013年 - 2016年、著者：桜井光、イラスト：中原、販売：角川書店）
  - 『Fate/Prototype』の外伝作品。本編より8年前の物語を描いている。後に角川文庫から文庫版が発売された。
- ロード・エルメロイII世の事件簿（2014年 - 2019年、著者：三田誠、イラスト：坂本みねぢ）
  - 『Fate/Zero』などに登場するロード・エルメロイII世を主人公とした作品。後に角川文庫から文庫版が発売された。
- ロード・エルメロイII世の冒険（2020年 - 、著者：三田誠、イラスト：坂本みねぢ）
  - 『ロード・エルメロイII世の事件簿』の続編。
- Fate/strange Fake（2015年 - 、著者：成田良悟、イラスト：森井しづき、販売：電撃文庫）
- Fate/Labyrinth（2016年、著者：桜井光、イラスト：中原、販売：角川書店）
  - 『Fate/Prototype』の外伝作品。後に角川文庫から文庫版が発売された。
- Fate/Requiem（2018年 - 、著者：星空めてお、イラスト：NOCO）
- Fate:Lost Einherjar 極光のアスラウグ（2022年 - 、著者：桜井光、イラスト：三輪士郎）

##### 『空の境界』シリーズ
- 空の境界 the Garden of sinners（2001年 - 2002年、著者：奈須きのこ、イラスト：武内崇）
  - 奈須きのこの小説作品。後に講談社ノベルスから新書版、講談社文庫から文庫版、星海社から20周年記念版として単行本が発売された。
- 空の境界 未来福音 the Garden of sinners/recalled out summer（2011年、頒布：竹箒、著者：奈須きのこ、イラスト：武内崇）
  - 『空の境界』の外伝作品。後に星海社文庫にて文庫版、星海社から20周年記念版として「終末録音/the Garden of oblivion」と合本した単行本が発売された。
- 終末録音/the Garden of oblivion（2013年、著者：奈須きのこ）
  - 『空の境界』の外伝作品。劇場版『空の境界 未来福音』入場特典として配布され、後に星海社から20周年記念版として「空の境界 未来福音」と合本した単行本が発売された。

##### その他の小説
- DDD（2004年 - 、著者：奈須きのこ、イラスト：こやまひろかず、販売：講談社）
- 四月の魔女の部屋（2011年、著者：星空めてお、イラスト：逢倉千尋、販売：星海社）
  - エイプリール企画で発表された星空めておの小説作品。
- 月の珊瑚（2011年、著者：奈須きのこ、イラスト：武内崇・逢倉千尋、販売：星海社）
  - 星海社が企画する『坂本真綾の満月朗読館』第4夜用に書き下ろされた奈須きのこの小説作品。朗読を坂本真綾、ムービー制作をufotableが務めた。
- ファイヤーガール（2012年 - 2016年、著者：星空めてお、イラスト：BUNBUN）
- 世界征服 〜白いケイトと真夏のベルビアージェ〜（2014年、著者：木村航、イラスト：黒星紅白）
  - テレビアニメ『世界征服〜謀略のズヴィズダー〜』の外伝小説。

#### 漫画

##### 『月姫』シリーズ (漫画)
- 真月譚 月姫（2003年 - 2010年、著者：佐々木少年、販売：アスキー・メディアワークス）
- MELTY BLOOD
  - MELTY BLOOD（2006年 - 2010年、著者：桐嶋たける、販売：角川書店）
  - MELTY BLOOD X（2011年、著者：桐嶋たける、販売：角川書店）
  - MELTY BLOOD 路地裏ナイトメア（2016年、著者：桐嶋たける、販売：角川書店）
  - MELTY BLOOD: TYPE LUMINA Piece in Paradise（2022年 - 、著者：めたろぐ、販売：KADOKAWA）
- 花のみやこ!（2013年 - 2014年、著者：桐嶋たける、販売：角川書店）
- 月姫 -A piece of blue glass moon- ムーンフェイズ（2024年 - 2025年、著者：中谷、販売：KADOKAWA）

##### 『Fate』シリーズ (漫画)
- Fate/stay night
  - Fate/stay night（2006年 - 2012年、著者：西脇だっと、販売：角川書店）
  - Fate/stay night [Heaven's Feel]（2015年 - 、著者：タスクオーナ、販売：角川書店）
  - Fate/stay night [Unlimited Blade Works]（2021年 - 、著者：森山大輔、販売：KADOKAWA）
- Fate/hollow ataraxia（2013年 - 、著者：雌鳥、販売：角川書店）
- Fate/Zero
  - Fate/Zero（2011年 - 2017年、著者：真じろう、販売：角川書店）
  - Fate/Zero 黒（2013年、著者：雌鳥、販売：角川書店）
- Fate/EXTRA
  - Fate/EXTRA（2011年 - 2014年、著者：ろび〜な、販売：角川書店）
  - Fate/EXTRA CCC FoxTail（2013年 - 、著者：たけのこ星人、販売：角川書店）
  - Fate/EXTRA CCC（2015年 - 2024年、著者：ろび〜な、販売：角川書店）
- Fate/kaleid liner プリズマ☆イリヤ
  - Fate/kaleid liner プリズマ☆イリヤ（2007年 - 2008年、著者：ひろやまひろし、販売：角川書店）
  - Fate/kaleid liner プリズマ☆イリヤ ツヴァイ!（2009年 - 2012年、著者：ひろやまひろし、販売：角川書店）
  - Fate/kaleid liner プリズマ☆イリヤ ドライ!!（2012年 - 、著者：ひろやまひろし、販売：角川書店）
- 氷室の天地 Fate/school life（2006年 - 2025年、著者：磨伸映一郎、販売：一迅社）
- Fate/strange Fake（2015年 - 、著者：森井しづき））
- Fate/mahjong night 聖牌戦争（2015年 - 、著者：サテー、販売：星海社）
- 衛宮さんちの今日のごはん（2016年 - 、著者：TAa、販売：KADOKAWA）
- Fate/Apocrypha（2016年 - 2024年、著者：石田あきら、販売：角川書店）
- Fate/Grand Order
  - 教えてFGO! 偉人と神話のぐらんどおーだー （2016年 - 、著者：津留崎優、販売：星海社）
  - Fate/Grand Order -mortalis:stella-（2017年 - 、著者：白峰、販売：一迅社）
  - Fate/Grand Order -turas réalta-（2017年 - 、著者：カワグチタケシ、販売：講談社）
  - マンガで分かる!Fate/Grand Order（2017年 - 、著者：リヨ、販売：KADOKAWA）
  - Fate/Grand Order -Epic of Remnant- 亜種特異点I 悪性隔絶魔境 新宿 新宿幻霊事件（2019年 - 、著者：佐々木少年、販売：KADOKAWA）
  - Fate/Grand Order -Epic of Remnant- 亜種特異点II 伝承地底世界 アガルタ アガルタの女（2019年 - 2022年、著者：武中英雄、販売：KADOKAWA）
  - Fate/Grand Order -Epic of Remnant- 亜種特異点III 屍山血河舞台 下総国 英霊剣豪七番勝負（2019年 - 、著者：渡れい、販売：講談社）
  - Fate/Grand Order -Epic of Remnant- 亜種特異点IV 禁忌降臨庭園 セイレム 異端なるセイレム（2019年 - 2024年、著者：大森葵、販売：一迅社）
  - Fate/Grand OrderDuel YA特異点 密室遊戯魔境 渋谷 渋谷決闘事件（2019年 - 、著者：磨伸映一郎、邪武丸、監修：ANIPLEX、販売：一迅社）
  - Fate/Grand Order -Epic of Remnant- 亜種特異点EX 深海電脳楽土 SE.RA.PH（2019年 - 、著者：西出ケンゴロー、販売：KADOKAWA）
  - Fate/Grand Order 英霊食聞録（2019年 - 、著者：十駒マコト、料理監修：遠藤雅司（音食紀行）、販売：KADOKAWA）
  - Fate/Grand Order フロム ロストベルト（2019年 - 2025年、著者：中谷、販売：KADOKAWA）
  - Fate/Grand Order 藤丸立香はわからない（2020年 - 、著者：槌田、販売：KADOKAWA）
  - Fate/Grand Order SABER WARS II 番外編 ジェーン&イシュタル〜100万光年の流れ星〜（2021年、著者：森山大輔、販売：KADOKAWA）
- ロード・エルメロイII世の事件簿（2017年 - 、著者：東冬、販売：KADOKAWA）
- ぐだぐだエース
  - ぐだぐだエース（2017年 - 2021年、著者：経験値、販売：KADOKAWA）
  - ぐだぐだエース RE（2021年 - 2022年、著者：経験値、販売：KADOKAWA）
  - ぐだぐだ太閤伝ZIPANG（2022年 - 2023年、著者：経験値、販売：KADOKAWA）
- 帝都聖杯奇譚 Fate/type Redline（2019年 - 、著者：平野稜二、販売：KADOKAWA）
- Fate/Prototype 蒼銀のフラグメンツ（2023年 - 、著者：鈴木ツタ、販売：KADOKAWA）

##### その他の漫画
- CANAAN（2009年 - 2011年、著者：石田あきら、販売：角川書店）
- AATM（2010年 - 2012年、著者：Bすけ、販売：角川書店）
- まほうつかいの箱
  - ひびちかタイム（2010年 - 2013年、著者：大森林、販売：角川書店）
  - まほうつかいの箱 スターリッド・マーマレード（2013年 - 2014年、著者：久松士郎、販売：角川書店）
- 空の境界（2010年 - 、著者：天空すふぃあ、販売：星海社）
- コハエース
  - コハエース（2011年 - 2012年、著者：経験値、販売：角川書店）
  - コハエース+（2012年 - 2013年、著者：経験値、販売：角川書店）
  - コハエースEX（2013年 - 2014年、著者：経験値、販売：角川書店）
  - コハエースXP（2014年 - 2015年、著者：経験値、販売：角川書店）
  - コハエースGO（2015年 - 2016年、著者：経験値、販売：角川書店）
  - コハエースDX（2016年 - 2017年、著者：経験値、販売：角川書店）
- 月の珊瑚（2012年、著者：佐々木少年、販売：星海社）
- 月世界旅行〜Fly me to TYPE-MOON〜（2013年 - 2014年、著者：山田石人、販売：ソフトバンククリエイティブ）
- TYPE-MOON学園 ちびちゅき!（2013年 - 、著者：華々つぼみ、販売：角川書店）

#### 設定資料集など
- 月姫設定集（通称「黒本」）
  - ラフイラストや没カットなど収録。
- 月姫資料集（通称「白本」）
  - 用語辞典やイベント絵原画など収録。
- 月姫読本（通称「青本」）
  - 「黒本」と「白本」の内容を収録。他、攻略チャート、過去の「竹箒」オリジナル同人誌など収録。
- Fate/Zero material
  - 『Fate/Zero』の設定資料集。
- Character material
  - 未公開作品の設定などを収録。
- CONCEPT TYPE-MOON COMIC MARKET VISUAL COLLECTION
  - コミケ用に書き下ろされたイラストを収録。
- 春と月と空と（頒布：竹箒、イラスト：武内崇）
  - イラスト・ラフ画集。
- TYPE‐MOON 10th Anniversary Phantasm（販売：角川書店）

### 音楽CD
- EVER AFTER 〜MUSIC FROM TSUKIHIME〜
  - 『月姫』のサウンドトラック。
- PROMISED DAWN
  - 『MELTY BLOOD』のサウンドトラック。「渡辺製作所」との共同制作。

### ドラマCD
- 空の境界 俯瞰風景（販売：Magic・Cage）
- ALL AROUND TYPE-MOON 〜アーネンエルベの一日〜
- Sound Drama Fate/Zero（販売：HOBiRECORDS）
- Sound Drama Fate/EXTRA（販売：HOBiRECORDS）
- ドラマCD まほうつかいの箱（販売：フロンティアワークス）
- まほうつかいの箱 スターリッド・マーマレード（販売：フロンティアワークス）
- Fate/Prototype 蒼銀のフラグメンツ（販売：アニプレックス）

### アニメ

#### テレビアニメ
- 真月譚 月姫（2003年、制作：J.C.STAFF）
- Fate/stay night（製作：ノーツ、2006年、制作： スタジオディーン）
- CANAAN（2009年、制作：P.A.WORKS）
- Fate/Zero（製作：ノーツ、2011年 - 2012年、制作：ufotable）
- Fate/kaleid liner プリズマ☆イリヤ シリーズ（2013年-、制作：SILVER LINK.）
  - Fate/kaleid liner プリズマ☆イリヤ（2013年）
  - Fate/kaleid liner プリズマ☆イリヤ 2wei!（2014年）
  - Fate/kaleid liner プリズマ☆イリヤ 2wei ヘルツ!（2015年）
  - Fate/kaleid liner プリズマ☆イリヤ 3rei!!（2016年）
- 劇場版 空の境界（2013年[注 1]、制作：ufotable）
- 世界征服〜謀略のズヴィズダー〜（製作：ノーツ、2014年、制作：A-1 Pictures制作）
- Fate/stay night [Unlimited Blade Works]（製作：ノーツ、2014年-2015年、制作：ufotable）
- Fate/Grand Order シリーズ
  - Fate/Grand Order -First Order-（製作：ノーツ、2016年、 制作：Lay-duce）
  - ぐだぐだオーダー（2016年、制作：TROYCA）
  - Fate/Grand Order -MOONLIGHT/LOSTROOM-（製作：ノーツ、2017年、 制作：Lay-duce）
  - Fate/Grand Order × 氷室の天地 〜7人の最強偉人篇〜（2017年、制作：ufotable）
  - マンガで分かる!Fate/Grand Order（2018年、制作：A-1 Pictures）
  - Fate/Grand Order -絶対魔獣戦線バビロニア-（2019年 - 2020年、制作：CloverWorks）
- Fate/Apocrypha（製作：ノーツ、2017年、制作：A-1 Pictures）
- Fate/EXTRA Last Encore（製作：ノーツ、2018年、制作： シャフト）
- ロード・エルメロイII世の事件簿 -魔眼蒐集列車 Grace note- （製作：ノーツ、2019年、制作：TROYCA）
- セイバーとバーサーカーの日本列島くいだおれの旅（2023年、制作：ラウズアクト）
- Fate/strange Fake（製作：ノーツ、制作：A-1 Pictures ）
  - Fate/strange Fake -Whispers of Dawn-（2023年）
  - Fate/strange Fake（2024年 - ）

#### 劇場アニメ
- 劇場版 空の境界 シリーズ（製作：ノーツ、2007年 - 2013年、 制作：ufotable）
  - 第1章 俯瞰風景（2007年12月1日）
  - 第2章 殺人考察（前）（2007年12月29日）
  - 第3章 痛覚残留（2008年2月9日）
  - 第4章 伽藍の洞（2008年5月24日）
  - 第5章 矛盾螺旋（2008年8月16日）
  - 第6章 忘却録音（2008年12月20日）
  - Remix -Gate of seventh heaven-（2009年3月14日）
  - 第7章 殺人考察（後）（2009年8月8日）
  - 終章 空の境界（2010年12月18日）
  - 俯瞰風景3D（2013年7月13日）
  - 未来福音（2013年9月28日）
  - 未来福音 extra chorus（2013年9月28日）※劇場版 空の境界 未来福音と同時上映
- Fate/stay night UNLIMITED BLADE WORKS（2010年1月23日、制作：スタジオディーン）
- Fate/ゼロカフェ 第1弾（2013年7月13日、制作：ufotable）※劇場版 空の境界 俯瞰風景3Dと同時上映、
- Fate/ゼロカフェ 第2弾（2016年、制作：ufotable）
- 劇場版 Fate/kaleid liner プリズマ☆イリヤ  雪下の誓い（2017年8月26日、制作：SILVER LINK.）
- Fate/stay night [Heaven’s Feel]（製作：ノーツ、2017年 - 2020年、制作：ufotable）
  - I.presage flower（2017年10月14日）
  - II.lost butterfly（2019年1月12日）
  - III.spring song（2020年8月15日）
- 劇場版 Fate/Grand Order -神聖円卓領域キャメロット-
  - 前編 Wandering; Agateram（2020年12月5日、制作：SIGNAL.MD）
  - 後編 Paladin; Agateram（2021年5月15日、制作：Production I.G）
- 魔法使いの夜（未定、制作：ufotable[8]）

#### OVA
- カーニバル・ファンタズム（2011年、制作：Lerche）
- Fate/kaleid liner Prisma☆Illya プリズマ☆ファンタズム（2019年、制作：SILVER LINK.）
- Fate/Grand Carnival（2021年、制作：Lerche）

#### Webアニメ
- 衛宮さんちの今日のごはん（製作：ノーツ、2017年 - 2019年、制作：ufotable）
- Fate/Grand Order 藤丸立香はわからない（製作：ノーツ、2022年 - 2024年、製作：DLE）

#### 制作予定
- ガールズワーク（未定、制作：ufotable）

### DVD / Blu-ray
- TYPE-MOON Fes. -10th ANNIVERSARY EVENT-（販売：アニプレックス）

## スタッフ

### ノーツ
プロデューサー
武内崇（たけうち たかし）
有限会社ノーツ代表取締役。キャラクターデザイン・原画・プロデュース担当。設立メンバーの一人。プロデューサー名義や一部の商業作品のスタッフクレジットでは竹内友崇とクレジットされる。
シナリオライター
奈須きのこ（なす きのこ）
有限会社ノーツ代表取締役。シナリオ担当。設立メンバーの一人。
星空めてお（ほしぞら めてお）
シナリオ担当。2005年加入。
グラフィッカー
こやまひろかず
TYPE-MOONグラフィックチーフ。原画・グラフィック担当。2001年加入。
蒼月タカオ（あおつき たかお）
原画・グラフィック担当。2003年加入。蒼月誉雄と名義されることもある。
下越（しもこし）
グラフィック担当。2006年加入。
縞うどん
グラフィック担当。2013年加入。
3Dデザイナー
砂鳥音幸（すなどりねこ）
3Dモデリング、グラフィック担当。2008年加入。
演出・スクリプト
つくりものじ
演出・スクリプト担当。
BLACK
グラフィック、演出・スクリプト担当。メニュー画面などのシステムグラフィックなども担当。2002年加入。
漆之原
スクリプト担当。2020年加入。
プログラム
清兵衛（きよべえ）
有限会社ノーツ取締役。プログラム担当。設立メンバーの一人。一部の商業作品のスタッフクレジットでは清武伸之、またはKiyobeeと表記される。ノーツすこやかこども財団では代表理事を務める。
アザナシ
プログラム担当。2012年加入。
音楽
KATE
サウンド担当。設立メンバーの一人。商業作品では芳賀敬太で表記される。
MARI
サウンド担当。2009年加入。商業作品では山口真理で表記される。
その他
OKSG（おかしげ）
ホームページ・モバイル担当。『月姫』製作時から参加。一部の商業作品のスタッフクレジットでは岡田茂とクレジットされる
徳（のり）
営業・広報担当。2003年加入。商業作品のスタッフクレジットでは笹谷徳郎とクレジットされる
のきつ
版権管理・イベント運営担当。2006年加入。一部の商業作品のスタッフクレジットでは戸髙宇環とクレジットされる。

### studio BB
スタジオディレクター
新納一哉
studio BBディレクター。2019年加入
シナリオライター
塚田耕野
studio BBシナリオ担当。2019年加入
アートデザイナー
竹之内佳和
アートディレクター。コンセプトアート・背景美術・アセットデザイン担当。
桧原くろこ
背景美術・3DCG担当。
ゲームデザイナー
生田泰浩
ゲームデザイン担当。※現在は退職済
プログラマー
上山徹
アプリケーション開発、ツール開発担当。
マネージャー
ヤナギ
進行管理、WEB・SNS管理などの雑務担当。

### 旧所属スタッフ
MORIYA
グラフィック担当。
AZ-UME
プログラム担当。
James Harris（ジェームズ・ハリス）
サウンドクリエイター。『Fate/stay night』『Fate/hollow ataraxia』『魔法使いの夜』などで楽曲制作を担当。「エミヤ」の作曲などを手掛ける。かつて存在した、マイルストーン (ゲーム会社)を手掛けたサウンドユニットを手掛けた「k.h.d.n.」の片割れである永田大祐でもある。
hil
サウンドクリエイター。『Fate/stay night』『Fate/hollow ataraxia』『魔法使いの夜』などで楽曲制作を担当。

### 外部スタッフ・スタジオ
クリエイター
阿羅本景
シナリオライター。『Fate/hollow ataraxia』の一部シナリオを担当。
森崎亮人
シナリオライター。『Fate/hollow ataraxia』の一部シナリオを担当。
武梨えり
イラストレーター。『Fate/hollow ataraxia』のマップキャラ原画を担当。アンソロジー漫画作品集『TAKE MOON』を手掛けたほか、一部関連作品にてキャラクター原案を担当。
ゆうろ
イラストレーター。『魔法使いの夜』『月姫 -A piece of glass moon-』の背景美術を担当。
深澤秀行
作曲家。『魔法使いの夜』『月姫 -A piece of glass moon-』の作曲を担当。また、『Fate/stay night [Realta Nua]（Vita）』『Fate/Grand Order』の一部作曲に参加しているほか、TYPE-MOONアニメーション作品の音楽も担当している。
企業・スタジオ
フランスパン
渡辺製作所名義で『MELTY BLOOD』を共同開発。
タツノコプロ
『Fate/stay night（PC）』『 Fate/stay night [Realta Nua]（PS2）』にてゲーム内OPアニメーションを制作。
WINFANWORKS（ウインファンワークス）
ロゴデザインや書籍装丁、web、UI、CD、グッズなどのデザイン制作事務所。『魔法使いの夜』『月姫 -A piece of glass moon-』パッケージ・web・ロゴデザインを担当。その他、『Fate シリーズ』全般のロゴデザインなどを担当している。
ufotable（ユーフォーテーブル）
『Fate/stay night ［Réalta Nua］（Vita）』『Fate/hollow ataraxia（Vita）』『月姫 -A piece of glass moon-』にてゲーム内OPアニメーションを制作。武内崇のイラスト画集『イギリス紀行』の背景美術も制作。『TYPE-MOON×ufotable プロジェクト』として2007年以降の奈須きのこシナリオ作品の多くでアニメーション制作を担当している。

## 共通した舞台設定

### 概要
TYPE-MOON作品の多く（空の境界、月姫、Fate/stay night及び、その派生作品）は、時代の差はあるが、同じ世界を舞台としている。同時に、各作品の舞台の世界は共通点が多いものの細かい所で異なる部分があり、世界設定の生みの親である奈須きのこにより『微妙にズレた平行世界』と、各作品の関係は称されている。
「Fate」世界は『人類史を肯定するモノ』を下地とする世界で。英霊をサーヴァントとして召喚・使役可能。人類史の脈動によって死徒が弱体化している。「月姫」世界は『人類史を破壊するモノ』を下地とする世界。英霊という強大な概念を“自律した使い魔”という術式に落とし込めず、代わりに人類史を否定する存在である死徒が死徒二十七祖という、死徒における冠位の枠組みを形成しているほどに死徒が強大化している。また、Fate/strange Fakeは英霊召喚と死徒二十七祖が同時に存在している『どっちもアリな世界』である。
この二つの並行世界の誕生は、ゼルレッチが朱い月に勝利して、朱い月を完全消滅させたパターンと勝利するも、朱い月に噛まれ死徒化したパターンにより、分かれたことが奈須きのこの会話により判明する。
他にも、鋼の大地や月の珊瑚などは『人類史が崩壊したモノ』を下地とする世界などがある。
Fate/kaleid liner プリズマ☆イリヤには、イリヤが元いた世界のイリヤ世界と美遊が元いた世界美遊世界と呼称される二つの並行世界が存在している。
さらに、同人版の月姫は、「Fate」世界と「月姫」世界とも異なり『さらに別の並行世界』であることが示唆されている。
奈須きのこの初作品である魔法使いの夜の世界観を原点に、『現代伝奇物』として各作品は描かれている。『現代伝奇物』として現代社会を舞台としつつ、現実とは異なった法則や生物、物が存在する「共通した世界観」が、各作品で描写されている。
以下、TYPE-MOON作品の多くが共通する世界観について記述する。

### 時系列
|  |  |  |  |  |  |  |  |  |  |  |  | 46億年前に異星人によりムーンセルが月に設置される |  |  |  |  |  |  |  |  |  |  |  |  |  |
|  |  |  |  |  |  |  |  |  |  |  |  |                                                  |  |  |  |  |  |  |  |  |  |  |  |  |  |
|  |  |  |  |  |  |  |  |  |  |  |  |                                                  |  |  |  |  |  |  |  |  |  |  |  |  |  |

### 世界
作品世界において、世界観の根底を作る世界の構造その物にもルールや用語が設定され、世界観に影響している。
例えば、作品世界の「万物の始まりにして終焉」と設定されている領域である「根源の渦」にまつわる設定は、後述する共通した世界観の多くの要素に関係している。また、星そのものを生命と見立てたガイア論による星の意思や、人間の集団無意識による意思が存在しそれらは「世界」と称され、世界にとっての命である秩序の自己防衛を行い、秩序を乱す矛盾、現実を浸食する幻想を握り潰し修正しようとする働きがあるなどのルールの元に作品世界は動いている。
以下、世界に関する主な用語を記述する。
根源の渦
単に根源とも呼ばれる。万物の始まりにして終焉、この世の全てを記録し、この世の全てを作れる、あらゆる出来事の発端とされる座標のこと。神秘学によると、この世界の外側の次元論の頂点に在るという“力”。あらゆる魔術系統は根源の渦から分かれた流れであり、魔術師たちにとっての最終目標である。
起源
作品世界にあるものは、全て根源の渦から流れ、派生して、今のカタチを保っているとされる。その始まりの因で発生した物事の方向性、αという存在をαたらしめる、核となる絶対命令の事を起源と呼ぶ。またある要素により後天的に起源が変わることがある。
抑止力
現在の世界の存続を図るために、世界を滅ぼす要因が発生した瞬間に出現、この要因を抹消するカタチのない力。カウンターガーディアンとも呼ばれる。
集合的無意識が生んだ安全装置であり、無意識から発生した力であるため、誰にも気づかれず、誰の意識にも止まることなく具現する。この際、抹消すべき対象に必ず勝利できるよう、対象を上回るように規模を変えて出現する。例えば、aという滅びの要因が現れたとき、抑止力はaを排除するため、aに敵対する存在を後押しして必ずaに勝利できるように導く。aが人間の手に負えないならば周囲ごと消滅させる自然現象として抑止力は現れる。同時に、aにとって代わる存在が現れないように、aを排除できる以上の力は発生しない。
世界を保護するという点で優先対象の異なる二つの抑止力が存在し、地球という惑星を守るためならばヒトを滅ぼすことも厭わない「星の抑止力（ガイア）」と、ヒトの存続のためならば星を食い潰すこともためらわない「霊長の抑止力（アラヤ）」がある。
また、抑止力の中には形を持った物もあり、例として後述の真祖は人間を律するためにガイアに生み出された「霊長の敵対者」とされ、「形を持ってしまったが、これも抑止力と言えるだろう」と記述されている。
尚、近代以降に英雄が存在しないのは、文明の発達により人類が人類自身を簡単に滅ぼせるようになったためである。例えば、企業の会長が財力を使ってアマゾンの森林の伐採量を増やせば一年後にも地球は滅亡する。そのようにいつどこでも地球がピンチに陥いる可能性があるため「世界を救う、なんて程度の事じゃあ現代では英雄とは呼ばれない」という状態であり、抑止力に動かされて誰も知らない内に世界を救っている者は非常に大量に居る。
濾過人理補正現象
人類が宇宙に進出しようとすると、『人類はこのままで良い』という理由で発展を阻害する澱んだ集合無意識が、物理的な強制力を持ってカタチとなったモノ。
地球で生まれた生命としての帰巣本能、発展による自滅を防ぐ無意識、という見方もできるが、逆に言えば人類全体の総意が未来を拒む破滅願望に傾いた結果ともいえるので、そのまま願い通りに世界を滅ぼしてしまう結末も多い模様。
「Fate/Grand Order」の奏章Ⅲに登場したムーン・キャンサーや「Fate/EXTRA」にてトワイス・H・ピースマンが治療法を発見した奇病アムネジア・シンドロームが該当する。

### 種族
共通した世界観においても、多くの動植物が住まう世界観が形成されている。それに加えて怪物、幽霊などが世の裏に生息し、それぞれが独自の生態を持っている。
以下、共通した世界観に存在する種族を幾つか挙げる。
吸血鬼
人の血を吸う生物の総称。真祖と死徒、ないしそれらによって生物の血を吸う吸血種になったモノを指す。真祖は初めから吸血種である生物だが、死徒は後天的に人間が吸血種に変貌した物である。真祖と死徒の詳細については月姫 (ゲーム)の用語を参照のこと。
幻想種
作品内における、伝説・神話で登場する生物の総称。文字通り、幻想の中にのみ生存するモノを指す。
外的要因により生態系が変貌したモノ、ヒトの想念より生み出されたモノ、長寿により上の段階にあがったモノに分類され、野獣→魔獣→幻獣→聖獣の順にランク分けがされていたが、『Fate/stay night』以降は、魔獣→幻獣→神獣に変更されている。
また、魔獣には『通常の生態系に該当しない獣』という意味もあり、魔獣は魔獣・幻獣・神獣でランクを分けて分類されている。妖精や巨人と言われる亜人、鬼や竜などの魔獣が幻想種に該当し、中でも『竜種』は幻想種の頂点に立つとされる。
精霊
自然の触覚として捉えられる概念のこと。人間にも知覚できるほどの規模のものは精霊、人間に知覚できない規模のものは妖精と呼ばれる。
マィア
6600万年前にユカタン半島に墜落し、恐竜絶滅のきっかけとなった隕石に付着して地球に辿り着いた地球外生命体。主に菌類や植物に寄生してネットワークを張り巡らせる一種の群体であり「神の繊維」と呼称されている。
以降は主に植物に寄生して中南米を中心に版図を広げ、時折人間に寄生して「神」と呼ばれる存在に押し上げ、ケツァル・コアトルなどに代表されるアステカ神話やマヤ神話の神々として認識された。

### 魔術・魔法・異能
作品世界において、特異な能力や技術・手法や学問が存在する。数多くの能力が存在し、それらは流派や定義付けなどが行われている。
魔術
人為的に神秘・奇蹟を再現する行為の総称であり、魔力を用いて「既に世界に定められたルール」を起動・安定させ、神秘を起こす術式。魔術はここ数百年間は文明の後追いをしている状況であり、かつて魔術にしか成し得なかった奇跡は、文明の発達に伴い、その代用品程度になっている。だが、魔術の神秘・奇蹟は結果より過程にこそある。何故なら結果だけならその道具などで出来るが、そこに掛かるコストや時間などの過程が発生するが、その過程を魔力で叶えられるからこそであり、故に過程こそ魔術の神秘・奇蹟があり、万能と言わしめる所以である。それでも物によっては魔術で叶えるとコストが割に合わない場合がある。また魔術はその現象を知っている者が増えれば増えるほど威力を増すが、その現象の原因を知っている者が増えれば増えるほど神秘性が失われて威力が減るため、魔術師は「自己の研究を自己にのみ開示する」という機密主義を課す者が多い。特に一般人に知られることを最大の禁忌であり、その者を口封じする掟がある。前述の理由から魔術はその魔術を行使した土地の信仰心（信仰の対象とその信心深さと信仰する者の人数であり、言わば知名度と言える）に左右され、自分の基盤である土地ではない場所で魔術を使えば、少なくても確実に劣化する。東洋では、思想魔術を扱い、また巨大魔術礼装思想盤による地球という星と融合することで魔術量が物凄く上がる。中東やアフリカなどは呪術など扱い、日本では陰陽道などを扱う。
魔法
魔術師たちの最終到達地点。魔術とは異なる神秘であり、その時代で実現不可能な出来事を可能とする。文明が未熟だった過去においては、魔術師の大半は魔法使いだったが、現代において魔法使いは五人のみとなっている（個人の認識の違いにより、「生きている」四人のみを現代においての魔法使いと数える場合もある）。
魔力
魔術を起動させるための要素。原初の生命力とも呼ばれる。魔力と生命力は同一で魔術を行使するために生命力を変換もしくはチューニングした生命力と言える。魔力生成する方法は二つあり、自然、世界に満ちている魔力（生命力）・大源（マナ）を吸収して自身の魔力にする方法と自身の生命力で生成できる魔力・小源（オド）がある。基本的に両者の質に差はほとんど無いが、大源の方が小源より遥かに多く、小源はあくまで自身の生命力であるため使いすぎると体に悪影響がでる。ただし吸収する手間がない分使い勝手がいいため多くの魔術師この方法を使う。逆に大源は吸収する手間こそ在るが生成量が多く自身の生命力を使わないため負担が少ないという利点がある。ただし大源が満ちている場所に限ることと変換出来る量は魔術回路に依るため無限に使うことは出来ず、また保有できる魔力の量も限界がある。魔力は基本的に体内のみで成形出来る物で外界に出るとすぐに生命力に戻り大源に拡散してしまう。だが魔力は魔術師の体液（血液や精液）に溶けやすい性質があり、また体から出してもしばらくは魔力の保存が利くためそれらを摂取することで他人に魔力を補給することが出来る。
魔術回路
魔術を起動させるための基盤。生き物が持つ擬似神経であり、一種の内臓。生命力を魔力に変換する路にして、基になる大魔術式に繋がる路。回路を励起させると痛みを伴う。個人によって生まれ付き数が決まっており、失った魔術回路は再生することがない。魔術回路が多いほど優秀な魔術師になる。代を重ねる毎に優秀な魔術師を輩出する傾向があるため、魔術師は血統を重視する。
魔術刻印
魔術師の家系が持つ遺産。生涯を以って鍛え上げ、固定化（安定化）した神秘を刻印にし、子孫に遺したもの。魔道書にも例えられ、データベースであるだけでなく、モノによっては刻印自体が術者を補助するよう独自に詠唱を行ったりする事も可能。本人が習得していない魔術でも式に魔力を走らせれば行使できる。魔術回路同様、発動中は肉体の痛みを伴う。
その血統の歴史全てが刻まれているといっても過言ではなく、魔術刻印を継承した魔術師は一族の無念を背負って、次の後継者に刻印を譲り渡さねばならない。ある意味、代を重ねて重みを増していく呪いと言える。複製は不可能で、魔術師の家門が原則一子相伝なのは魔術刻印を引き継げるのは一人だけなため。魔術刻印の移植は他人の肉体を移植する事であるため体の負担を軽減するために第二次性徴が完了するまでの間に段階的に行うのが好ましいとされ、移植直後は体に馴染まず疼き続け、その後も移植者と刻印の周期が合わないと体調を崩す事がある。
魔眼
視界内のものに一工程の魔術を行使する眼であり、外界に働きかける能動機能。人工的な物と生まれつきの物があり、強力な魔眼は後者に限られる。魔眼は色でランク分けされ、緑や赤、黄金、宝石、虹の順に格上になっていく。
固有結界
空想具現化の亜種“異界創造”法の一種であり、自らの内面である心象世界をカタチにし、現実を侵食させて創り出す結界。術者の心象世界の体現ゆえにカタチは常に一定で術者の意思では変えられないが、影響下のあらゆるものを固有結界の規律に従わせることができる。
本来は悪魔や精霊の能力だが、死徒や魔術師も一部の上級者が可能とする。魔術としては禁呪に当たり、最も魔法に近い魔術とされる。ただし、世界の延長である精霊以外の者が用いると世界そのものが異界を潰しにかかる（これを「世界による修正」とも呼ぶ）ため、維持には莫大な力がいる。
異能
魔術と魔法以外に、「異能」と呼称されるカテゴリーがある。先天的な才能が不可欠な超常現象を力である超能力（後述）などが該当するが、後天的に会得する体術である投擲技術にも「異能」のカテゴリーが付くなど、明確な基準は現在明らかにされていない。
超能力
陰陽の理を無視して覆す異能力。「直死の魔眼」はここに含まれる。魔術と違い、先天的な才能が必要不可欠。
俗に言う超常現象を引き起こす回線であり、本来、人間という生き物を運営するに含まれない機能。
自然から独立した人間種が持つに至った最果ての能力とされ、超能力者はヒトという種が無意識から霊長類として頂点に立つヒトにあだなすモノタチを対象に生み出した抑止力とも言われている。

### 道具・器物
作品世界には、様々な不思議な現象を生む道具があり、効果や使用方法などで独自の区分や呼称で分けられている。以下、それらの道具や器物について幾つか解説をする。
魔術礼装
魔術をサポートする武装、儀式を補助する礼装が存在し、それらは大きく二系統に分けられており、一つは魔術師の魔力を増幅・補充し、魔術師本人が行う魔術そのものを強化する「増幅機能」、もう一つはこれらは魔術師の魔力を動力源として起動し、定められた“神秘”を実行する「限定機能」がある。
概念武装
意味柄や摂理、空間に影響を及ぼすように作られた兵器のこと。
概念・魂魄（こんぱく）としての重みで相手を打倒する。

### 組織
作品世界においても、技術や考え、目的に従って、多くの組織や集まりが形成されており、中には人間でないもの社会的な集まりや組織もある。
以下、作中で登場する組織を幾つか解説する。
魔術協会
単に協会とも呼ばれる。魔術を学ぶ者たちによって作られた（名目上の）自衛団体。魔術の管理・隠匿・発展を使命とし、身を守るために武力を持ち、魔術の発展（衰退）のための研究機関と魔術による犯罪抑止のための法律を持つ。本部はロンドンにあり、「時計塔」の異名を持つ。魔術協会は三大部門に分かれており、原協会としてエジプトの「アトラス院」と北欧の「彷徨海」がある。
聖堂教会
単に教会とも呼ばれる。一大宗教の裏側であり、教義に反したモノを排斥しようとする『異端狩り』が特化し巨大な部門となったもの。多くの管轄に分かれており、異端審問員である「代行者」や「異端審問騎士団」、「『異端狩り』のエリート部隊のようなもの」と称されている「埋葬機関」などがある。奇跡は選ばれた聖人だけが取得するもので、それ以外の人間が扱う奇跡は全て異端と見なしているため魔術協会とは折り合いが悪いが現在は協定が結ばれ仮初の平穏が保たれている。
死徒二十七祖
単に二十七祖とも呼ばれる。真祖が自分の僕として作り出した内、真祖の支配を破り逃げ出した最も古い死徒たちのこと。二十七祖は座としても扱われており、消滅するなどして祖の代替わりが行われることもある。死徒たちの派閥を指して呼ばれることも多く、見方によっては教会、協会に対抗しうる組織力を持った勢力とされている。
不完全とはいえ不老不死になったことで魂が摩耗しており、多くの二十七祖は死徒は娯楽として、僕を作り自らの勢力を広げるゲームを行っている。しかし中には派閥を作ることに興味を持たない二十七祖もいる。
死徒たちの争いは珍しいことではないが、それは基本的に自分達のグループ内で権力抗争や祖の位を目指す戦いで、他の派閥や二十七祖と争うことは、彼らにとって最大の禁忌、罪悪とされている。
月姫リメイク以降は、「朱い月」により与えられた授血『原理血戒』（イデアブラッド）を授けられた死徒たちのことで、彼らは、各々が持つ原理は、それぞれが持つ魂の理で、世界（地球）その物を侵食させる。また、世界の修正力にでさえ抗えるほどの力を持つ。
オリュンポス十二神
ギリシャ神話に登場する、世界を管理する神々たち。主神であるゼウスをトップとして、彼の兄弟姉妹や子供たちで構成されている。
その実態は地球で発生した神々ではなく、別の宇宙から漂着した宇宙艦隊。
地球で神として崇められたことで神性として根付いたものであり、宇宙船としての「真体（アリスィア）」とコミュニケーション用の人型端末で構成されている。故にオリュンポス神の権能は「星間航行に必要な機能」・「惑星環境の改造機能」としての側面を持つ。
彼らを生み出した別の宇宙の超文明は既に滅んでおり、「母星の文明再建」を至上命題として旗艦であるカオスから送り出された。
過酷な宇宙の旅の中で艦隊は次第に数を減らしていき、残った十二の艦が地球に漂着した。地球上にいた原始人類により神として崇められたことで彼らは初めて「人の感情」を知り、人と共に在りたいと願うようになった。ゼウスやヘラという名前もその時に得たものである。
だが、地球で人と共に在ることと、母星を再建することは矛盾しそのため、艦隊のトップだったゼウスがカオスから命令権を奪取。それによって全能神の権能を手に入れた。これが第一のマキアとして伝わっているティタノマキアである。
その後は人類と共に文明を築いていき、大西洋のアトランティス帝国を建国し繁栄を極めるものの、14000年前に宇宙から捕食遊星ヴェルバーにより送り込まれたヴェルバー02「セファール」が来襲し、これへの対応を誤ったことで十二神は真体を失い、アトランティスも滅びてしまった。
この白きマキアは語り継ぐ文明そのものが滅びてしまったために歴史には残らなかった。
真体を失った十二神はそれでも人と共に新しく文明を築いていたが、3500年前にセファールに由来する存在であるギガース達と戦いになる。
かつての力を発揮できないために苦戦を強いられたが、人間の英雄であるヘラクレスらの助力もあって撃退に成功した。これがギガントマキアである。
その後の歴史は語られていないが、おそらくは他の神々と同じように神霊となり、表舞台から次第に消えていった。

## 関連コンテンツ

### TYPE-MOONエース
角川書店より月刊コンプティークの増刊号として、TYPE-MOONの専門雑誌が不定期に刊行されている。内容は新・旧作の紹介や、スタッフインタビュー、コミカライズ作家らの番外編など。
TYPE-MOONエース（2008年4月21日刊）
- 『Fate/Zero』スペシャルドラマCD CDケース
- 2008年度版スクールカレンダー

TYPE-MOONエース VOL.2（2009年2月21日刊）
- 小説『Fate/strange fake』

TYPE-MOONエース VOL.3（2009年8月21日刊）
- 『MELTY BLOOD』ドラマCD「路地裏ピラミッドナイト」

TYPE-MOONエース VOL.4（2009年12月24日刊）
- 特製DVD（「TMエースおまけ劇場 アーネンエルベへようこそ！-Fate/wondering journey-」ほかPVなどを収録）
- 2010年版スクールカレンダー

TYPE-MOONエース VOL.5（2010年6月21日刊）
- 『魔法使いの夜』タペストリー
- 『Fate/EXTRA』リバーシブルポスター

TYPE-MOONエース VOL.6（2010年12月24日刊）
- 特製DVD（「Fate/EXTRA劇場」を収録）

TYPE-MOONエース VOL.7（2011年12月15日刊）
- 『魔法使いの夜』体験版CD-ROM
- 蒼崎青子マスコットフィギュア

TYPE-MOONエース VOL.8（2012年12月15日刊）
- 『Fate/Apocrypha』『ファイヤーガール』TYPE-MOONエースエディション
- TYPE-MOONカレンダー 2013-2014

TYPE-MOONエース Special（コンプティーク2013年8月号付録、2013年7月10日刊）
- 『Fate/Prototype 蒼銀のフラグメンツ』第1回

TYPE-MOONエース VOL.9（2014年1月30日刊）
- オリジナルカードゲーム『Fate/Ace Royal』（専用カード、プレイマット、ダイス）
- TYPE-MOONカレンダー 2013-2014

TYPE-MOONエース VOL.10（2015年7月1日刊）
- FateクロスオーバードラマCD「バタフライ・エフェクト」
- 青セイバー ラバーストラップ

TYPE-MOONエース Fate/Grand Order（2015年8月10日刊）
- 『Fate/Grand Order』ドラマCD「Fate Grand Order First Take」

TYPE-MOONエース VOL.11（2016年4月19日刊）
- 別冊付録「Fate/Grand Order Servant Storage」

TYPE-MOONエース VOL.12（2017年8月30日）
- 別冊付録「Fate/Grand Order Servant Storage II」

### TYPE-MOON × ufotable プロジェクト
2007年よりスタートした、TYPE-MOON、アニプレックス、ufotableの3社合同による、TYPE-MOON作品及び、関連作品アニメーション化企画。

#### 製作
企画発足は2004年頃。本プロジェクトでプロデューサーを務めるアニプレックスの岩上敦宏が、『空の境界』の映像化を目指しプロジェクトを立ち上げた。当時、原作者奈須きのこの担当編集であった太田克史は、2004年に刊行された講談社ノベルス『空の境界』のサンプル本が完成した際に、知り合いであった岩上と偶然講談社内で出会いその本を渡した。サンプル本を読んだ岩上は本作に魅力を感じ映像化したいと考えはじめた。当初、岩上は、TYPE-MOONの同人作品『月姫』も一緒に映像化したいと考えていたが、すでに『真月譚 月姫』として映像化されていたため、最終的に『空の境界』の映像化を目指し制作会社の選定を始めた。そんな中、2005年某日にufotableが制作した『フタコイ オルタナティブ』を視聴した際に「こういう作品を作れるスタジオがあるのか」と感じた岩上は、ufotableや本作で総監督を務めたufotable代表取締役社長の近藤光と仕事をしたいと考え、近藤に直接話を持ち掛けた。近藤は当初、『空の境界』の他にも企画の依頼が来ていたため、制作を受けるか迷っていたが、TYPE-MOONの同人デビュー作品『月姫』からのTYPE-MOON作品のファンであった須藤友徳と野中卓也を中心としたスタッフの進言や、依頼の来ていた企画が急遽中止になったことで、『空の境界』の映像化企画は2人の間で密かに進められた。当初、太田はメディアミックスに反対していたが、岩上が見せた『フタコイオルタナティブ』に可能性を感じた太田はアニメ化に対し前向きになり奈須に連絡を取った。奈須はもともとufotable作品のファンであり、太田が進言したアニメ化の話にも興味を示したが、連絡が来た日はTYPE-MOONブランドを管理する有限会社ノーツで「今後はゲームに専念するため、アニメ化の話は一切受けない」という決定がなされた日であった。しかし、太田は奈須やノーツ代表取締役の武内崇を説得し、岩上とともにノーツを訪れる。最終的にノーツのスタッフも『フタコイオルタナティブ』を視聴したことや、後日、近藤と直接話をした際に「これなら原作再現はどうであれ、意義のあるものにしてくれる」と奈須が感じたことでアニメ化を承諾することになった。
製作委員会はアニプレックスを幹事とし、ノーツ、ufotableが全作品に参加しており、岩上敦宏、武内崇、近藤光がプロデューサーを務める。また、制約なくプロジェクトが進行できるように製作委員会への参加企業を最小限にしており、原作の販売を務める企業のみが参加している。
プロジェクト第1弾『劇場版 空の境界 第一章 俯瞰風景』は第12回文化庁メディア芸術祭審査委員会推薦作品に選出された。
手掛ける作品の傾向として、奈須きのこが原作・シナリオを務めたTYPE-MOON作品の共通した世界観の中でも原点となる4つの作品（『空の境界』、『魔法使いの夜』、『月姫』、『Fate/stay night』）のすべてに、ゲーム内OPアニメーションも含めた映像化に携わっている。また、この4作品と舞台や登場人物などの関連が特に強い外伝・派生作品（『Fate/Zero』『衛宮さんちの今日のごはん』『氷室の天地 Fate/school life』など）に関してもアニメーション制作を担当している。

#### 作品・イベント

##### テレビアニメ
- Fate/Zero（2011年 - 2012年） - 原作：虚淵玄/TYPE-MOON、原案：奈須きのこ、キャラクター原案：武内崇
- 劇場版 空の境界（2013年） - 劇場版総集編、原作：奈須きのこ、キャラクター原案：武内崇
- Fate/stay night [Unlimited Blade Works]（2014年 - 2015年） - 原作：奈須きのこ/TYPE-MOON、キャラクター原案：武内崇
- Fate/Grand Order × 氷室の天地 ～7人の最強偉人篇～（2017年） - 原作・原案：磨伸映一郎/TYPE-MOON

##### 劇場アニメ
- 劇場版 空の境界 全8章（2007年 - 2010年） - 原作：奈須きのこ、キャラクター原案：武内崇
- 劇場版 空の境界 俯瞰風景3D（2013年） - 原作：奈須きのこ、キャラクター原案：武内崇
  - Fate/ゼロカフェ 第1弾（2013年） - 『劇場版 空の境界 俯瞰風景3D』と同時上映、原作：ufotable
- 劇場版 空の境界 未来福音（2013年） - 原作：奈須きのこ、キャラクター原案：武内崇
  - 劇場版 空の境界 未来福音 extra chorus（2013年） - 『劇場版 空の境界 未来福音』と同時上映、原作：奈須きのこ/武内崇、キャラクター原案：武内崇
- Fate/ゼロカフェ 第2弾（2016年）
- 劇場版 Fate/stay night [Heaven's Feel] 全3章（2017年 - 2020年） - 原作：奈須きのこ/TYPE-MOON、キャラクター原案：武内崇
- 魔法使いの夜（末定） - 原作：奈須きのこ/TYPE-MOON

##### Webアニメ
- 衛宮さんちの今日のごはん（2017年 - 2019年） - 原作：TAa/TYPE-MOON

##### 特別映像
- TYPE-MOON展 Fate/stay night -15年の軌跡-（2019年 - 2020年） - 特別映像（ラストエピソード）アニメーション制作[46][47]

##### 制作予定
- ガールズワーク（未定） - 原作：TYPE-MOON、脚本：星空めてお、キャラクター原案：武梨えり

##### ゲーム
- Fate/Zero [Next Encounter] （2012年） - ソーシャルゲーム、イラスト制作
- Fate/stay night [Réalta Nua]（2012年） - PlayStation Vita対応ビジュアルノベル、OPアニメーション制作
  - とびたて! 超時空トラぶる花札大作戦 （2012年） - Fate/stay night [Réalta Nua]の購入特典ゲーム、背景協力
- Fate/Zero The Adventure（2013年） - スマートフォン専用サウンドノベル、新規イラスト制作
- Fate/hollow ataraxia（2014年） - PlayStation Vita対応ビジュアルノベル、OPアニメーション制作
  - カプセルさーばんと（2014年） - Fate/hollow ataraxia搭載ゲーム、ユニット作画
- Fate/Grand Order（2016年 - 2017年） - 「空の境界」コラボレーションCMアニメーション制作[48]・概念礼装イラスト制作[49]、「Fate/Zero」コラボレーションCM・宣伝広告イラスト制作[50]、劇場版Fate/stay night公開記念概念礼装全4種＆全3種イラスト制作
- 月姫 -A piece of blue glass moon-（2021年） - OPアニメーション制作

##### 漫画
- Fate/ゼロカフェ〜Fate/Zero cafeに集う英霊達〜（2012年 - 2014年） - 月刊ニュータイプにて連載、原作：ufotable
- Fate/ステイナイトカフェ 〜cafeに集う英霊達〜（2014年 - ） - 月刊ニュータイプにて連載、原作：ufotable

##### イベント
- マチ★アソビ（2009年 - ）
- TYPE-MOON Fes. -10th ANNIVERSARY EVENT-（2012年7月7日・8日） - イベント協力
- Fate/Zero -第四次聖杯戦争展-（2012年） - イベント協力
- Fate/stay night[Unlimited Blade Works]展 Holy Grail's Atrium（2015年） - イベント協力

##### コラボカフェ・ダイニング・展示会
- 空の境界（2007年、2008年、2009年、2011年、2013年、2014年）[51]
- TYPE-MOON×ufotableプロジェクト展（劇場版 空の境界、Fate/Zero、ガールズワーク）（2010年）[52]
- カーニバル・ファンタズム&まほうつかいの箱（2011年）[53]
- Fate/Zero（2011年、2012年）[54][55]
- Fate/ゼロカフェ（2013年）
- 空の境界 未来福音&Kalafina（2013年）[56]
- Fate/Zero & Fate/stay night（2014年）[57]
- Fate/stay night（2014年、2015年）
- 空の境界×Fate/Grand Order（2016年）[58]
- Fate/Accel Zero Order（2016年）[59]
- Fate/kaleid liner プリズマ☆イリヤ ドライ（2016年）
- 衛宮さんちの今日のごはん（2017年）
- 劇場版 Fate/kaleid liner プリズマ☆イリヤ 雪下の誓い（2017年）
- Fate/Apocrypha（2017年）
- 劇場版 Fate/stay night ［Heaven's Feel］ （2017年 - 2021年）
- Fate/Grand Order × 氷室の天地 ～7人の最強偉人篇～（2018年）
- Fate/Grand Order -mortalis:stella- & Fate／Grand Order -turas realta-（2018年）
- 衛宮さんちの今日のごはん（2018年 - 2019年）
- Fate/kaleid liner Prisma☆Illya プリズマ☆ファンタズム（2019年）
- コミック Fate/Grand Order -Epic of Remnant- 亜種特異点Ⅳ 禁忌降臨庭園 セイレム 異端なるセイレム（2019年）
- Fate/kaleid liner プリズマ☆イリヤ Licht 名前の無い少女（2021年）
- 月姫 -A piece of blue glass moon-（2021年）

##### その他
- 徳島市阿波踊り 宣伝ポスター
  - 2009年 - 「空の境界」両儀式＆黒桐幹也
  - 2010年 - 「空の境界」両儀式＆黒桐鮮花
  - 2011年 - 「チャリティーポスター」セイバー（原画：武内崇）＆両儀式（原画：須藤友徳）
  - 2012年 - 「Fate/Zero」
  - 2013年 - 「空の境界」
  - 2014年 - 「Fate/stay night」＆「Fate/hollow ataraxia」[60]
  - 2018年 - 「衛宮さんちの今日のごはん」
- 坂本真綾の満月朗読館（2010年） - 企画：星海社、映像演出
  - 「月の珊瑚」 著者：奈須きのこ / イラストレーター：武内崇・逢倉千尋
- TYPE-MOON エイプリルフール企画 「路地裏さつき ヒロイン十二宮編」（2013年4月1日） - 制作協力、「首切りバニー 両儀式」 デザイン・原画：須藤友徳
- TYPE-MOON エイプリルフール企画 「TMitter2015」（2015年4月1日） - 制作協力、「間桐桜」 原画：須藤友徳
- Fate/stay night Original Soundtrack & Drama CD Garden of Avalon - glorious, after image（2016年） - 原画：武内崇 / 背景イラスト:衛藤功二（ufotable）/ 彩色：こやまひろかず、下越
- Return to AVALON -武内崇Fate ART WORKS-（2019年12月25日） - イギリス紀行 背景美術制作

#### 制作協力
- 世界征服〜謀略のズヴィズダー〜（TVアニメ、制作元請：A-1 Pictures、2014年） - OPアニメーション動画
- 劇場版 Fate/kaleid liner プリズマ☆イリヤ 雪下の誓い（劇場アニメ、制作元請：SILVER LINK.、2017年） - 協力企業
- ロード・エルメロイII世の事件簿 -魔眼蒐集列車 Grace note- 第0話（TVアニメ、制作元請：TROYCA、2018年） - 原画
- 劇場版Fate/kaleid liner プリズマ☆イリヤ Licht 名前の無い少女（制作元請：SILVER LINK.、2021年） - 原画

#### 受賞歴
- 第12回文化庁メディア芸術祭（2008年）
  - 審査委員会推薦作品：劇場版 空の境界 第一章 俯瞰風景[45]
- ニュータイプアニメアワード2012
  - サウンド賞：梶浦由記
  - CM賞
  - 男性声優賞：大塚明夫（ライダー役）
  - 男性キャラクター賞：ライダー
  - スタジオ賞：ufotable
  - 作品賞（TV部門）：Fate/Zero

- ニュータイプアニメアワード2015
  - 主題歌賞：「Brave shine」
  - 監督賞：三浦貴博
  - 作品賞（TV部門）：Fate/stay night [Unlimited Blade Works]

### TYPE-MOON Fes. -10th ANNIVERSARY EVENT-
TYPE-MOON10周年記念と称して2012年7月7日と8日に、パシフィコ横浜国立大ホールにおいて開催されたイベント。公演時間は4時間半で、7日公演が17:00開演、8日公演が15:00からの開演となる。
『MELTY BLOOD』『Fate/stay night』『Fate/Zero』『Fate/EXTRA』「まほうつかいの箱」といったTYPE-MOON作品に出演している声優や、『空の境界』『Fate/Zero』『カーニバル・ファンタズム』で主題歌を担当したアーティストなどが出演した。
ソフトウェアとしてはBlu-ray BOXが2013年1月16日に発売。本編はBD2枚で、特典映像BDとドラマCDの計4枚組。32Pブックレットも付属。
また2012年10月8日に、徳島市で開催されたufotable主催のアニメイベント「マチ★アソビ Vol.9」にて、「TYPE-MOON Fes.後夜祭」と題したイベントが開催。司会進行はアニプレックスの高橋祐馬。ゲストとしてufotable代表の近藤光、アニプレックスの岩上敦宏、歌手の藍井エイル、漫画家の経験値が出演。開催当日のイベント映像やアニメ映像の一部を公開した。

#### 主催
- 企画：TYPE-MOON
- 主催：TYPE-MOON Fes. -10th ANNIVERSARY EVENT- 実行委員会（アニプレックス / ノーツ / ランティス）
- 制作：クオラス
- 制作協力：バンダイナムコライブクリエイティブ / ジールアソシエイツ
- 運営：ディスクガレージ
- イベント企画：アニプレックス / バンダイビジュアル / フロンティアワークス
- イベント協力：TYPE-MOON / 講談社 / 星海社 / ufotable / ニトロプラス /  スタジオマウス / スタジオノワ / SME Records / ダックスプロダクション / エックスワン
- 特別協賛：バンプレスト / グッドスマイルカンパニー / 一迅社
- 協賛：角川書店 / Fate/Zero -第四次聖杯戦争展- / ボークス

#### 会場
- パシフィコ横浜国立大ホール

なお7日公演については下記の映画館でライブビューイングが行われた。
- 札幌シネマフロンティア
- MOVIX仙台
- 新宿バルト9
- TOHOシネマズ六本木ヒルズ
- TOHOシネマズ渋谷
- T・ジョイ大泉
- 横浜ブルク13

- TOHOシネマズ川崎
- MOVIXさいたま
- T・ジョイ新潟万代
- TOHOシネマズ浜松
- 109シネマズ名古屋
- ワーナー・マイカル・シネマズ御経塚
- 梅田ブルク7

- TOHOシネマズなんば
- ワーナー・マイカル・シネマズ茨木
- T・ジョイ京都
- TOHOシネマズ西宮OS
- 広島バルト11
- ufotable CINEMA
- T・ジョイ博多

#### 主題歌
From new world（公式イメージソング）
歌 - LR harmony（佐咲紗花, 橋本みゆき, 飛蘭, 美郷あき, yozuca*, rino）
作詞 - 畑亜貴 / 作編曲 - 前口渉
WINGS（オープニングテーマ）
作曲 - 深澤秀行
星が瞬くこんな夜に（BDエンドロールテーマ）
歌 - supercell
作詞・作編曲 - ryo

#### プログラム
1st Program「梶浦由記 Live」
テレビアニメ『Fate/Zero』で音楽を担当した梶浦由記による作中音楽の生演奏。
2nd Program「Fate/Zero」
テレビアニメ『Fate/Zero』のキャストによるトークショー。司会は小山力也（衛宮切嗣 役）。「ベストシーン決定戦」「名台詞披露」「幸せなFate/Zero」の三コーナーが用意されており、あらかじめインターネット上で集計を取った上で構成された。
3rd Program「Carnival Phantasm」
『カーニバル・ファンタズム』のキャストによるトークショー。司会は柚木涼香（アルクェイド・ブリュンスタッド 役）と伊藤美紀（藤村大河 役）。ゲストたちにお題のイラストを描かせる「おしえろ！ネコアルク先生 なぜなにマンガ道場」が行われた。
4th Program「ひびちからじお」
インターネットラジオ『ひびちからじお』のトークショー。司会は同番組のメインパーソナリティ二名に加え、岸尾だいすけ（ケータイさん 役）。ゲストは一日目は『Fate/EXTRA』、二日目は『Fate/kaleid liner プリズマ☆イリヤ』のキャスト陣。新作の紹介と人気投票結果発表、『カーニバル・ファンタズム』の新作上映が行われた。
5th Program「Songs」
TYPE-MOON関連作品に楽曲を提供したアーティストによる生ライブ。

#### キャスト
中田譲治 - 言峰綺礼 役
「Fate/Zero」ゲスト（両日）。また「型月館の執事」としてイベントの開始の挨拶を代行する。
小山力也 - 衛宮切嗣 役
「Fate/Zero」司会（両日）、「ひびちからじお」ゲスト（2日目）。
川澄綾子 - セイバー 役
「Fate/Zero」ゲスト（両日）。また全プログラム終了後の奈須きのこからのメッセージを代読。
大原さやか - アイリスフィール・フォン・アインツベルン 役
「Fate/Zero」ゲスト（両日）。
新垣樽助 - 間桐雁夜 役
「Fate/Zero」ゲスト（1日目）。
置鮎龍太郎 - Zeroバーサーカー 役
「Fate/Zero」ゲスト（1日目）。
山崎たくみ - ケイネス・エルメロイ・アーチボルト 役
「Fate/Zero」ゲスト（1日目）。
緑川光 - Zeroランサー 役
「Fate/Zero」ゲスト（1日目）。
速水奨 - 遠坂時臣 役
「Fate/Zero」ゲスト（1日目）。
関智一 - ギルガメッシュ 役
「Fate/Zero」ゲスト（1日目）。
阿部彬名 - 女アサシン 役
「Fate/Zero」ゲスト（2日目）。
川村拓央 - ザイード 役
「Fate/Zero」ゲスト（2日目）。
鶴岡聡 - Zeroキャスター 役
「Fate/Zero」ゲスト（2日目）。
石田彰 - 雨生龍之介 役
「Fate/Zero」サプライズゲスト（2日目）。
大塚明夫 - Zeroライダー 役
「Fate/Zero」サプライズゲスト（2日目）。
柚木涼香 - アルクェイド・ブリュンスタッド 役
「Carnival Phantasm」司会（両日）。
伊藤美紀 - 藤村大河 役
「Carnival Phantasm」司会（両日）。
杉山紀彰 - 衛宮士郎 役
「Carnival Phantasm」ゲスト（1日目）。
植田佳奈 - 遠坂凛 役
「Carnival Phantasm」ゲスト（1日目）。
下屋則子 - 間桐桜 役
「Carnival Phantasm」ゲスト（1日目）、「ひびちからじお」ゲスト（1日目）。
神奈延年 - ランサー 役
「Carnival Phantasm」ゲスト（1日目）。
野島健児 - 遠野志貴 役
「Carnival Phantasm」ゲスト（2日目）。
佐久間紅美 - シエル 役
「Carnival Phantasm」ゲスト（2日目）。
ひと美 - 遠野秋葉 役
「Carnival Phantasm」ゲスト（2日目）。
夏樹リオ - シオン・エルトナム・アトラシア 役
「Carnival Phantasm」ゲスト（2日目）。
本多陽子 - 日比乃ひびき 役
「ひびちからじお」司会（両日）。
仙台エリ - 桂木千鍵 役
「ひびちからじお」司会（両日）。
岸尾だいすけ - ケータイさん 役
「ひびちからじお」司会・サプライズゲスト（両日）。
丹下桜 - EXTRAセイバー 役
「ひびちからじお」ゲスト（1日目）。
斎藤千和 - EXTRAキャスター 役
「ひびちからじお」ゲスト（1日目）。
門脇舞以 - イリヤスフィール・フォン・アインツベルン 役
「ひびちからじお」ゲスト（2日目）。
坂本真綾 - 両儀式 役
「ひびちからじお」ビデオレター出演（両日）。

#### アーティスト
梶浦由記
- テレビアニメ『Fate/Zero』作中曲より

LR harmony
- すーぱー☆あふぇくしょん（『カーニバル・ファンタズム』オープニングテーマ）
- From new world（『TYPE-MOON Fes.』テーマソング）
- THIS ILLUSION -10th moon harmony-

飛蘭
- mind as Judgment（『CANAAN』オープニングテーマ）

Kalafina
- oblivious（1日目、劇場版『空の境界』第一章 俯瞰風景 エンディングテーマ）
- 君が光に変えて行く（1日目、劇場版『空の境界』第二章 殺人考察（前） エンディングテーマ）
- 傷跡（1日目、劇場版『空の境界』第三章 痛覚残留 エンディングテーマ）
- ARIA（2日目、劇場版『空の境界』第四章 伽藍の洞 エンディングテーマ）
- sprinter（2日目、劇場版『空の境界』第五章 矛盾螺旋 エンディングテーマ）
- fairytale（2日目、劇場版『空の境界』第六章 忘却録音 エンディングテーマ）
- seventh heaven（1日目、劇場版『空の境界』第七章 殺人考察（後） エンディングテーマ）
- snow falling（2日目、劇場版『空の境界』終章 イメージソング）
- to the beginning（テレビアニメ『Fate/Zero』2ndシーズン オープニングテーマ）
- 満天（テレビアニメ『Fate/Zero』2ndシーズン エンディングテーマ）

LiSA
- 「oath sign」（テレビアニメ『Fate/Zero』1stシーズン オープニングテーマ）

藍井エイル
- 「MEMORIA」（テレビアニメ『Fate/Zero』1stシーズン エンディングテーマ）

春奈るな
- 「空は高く風は歌う」（テレビアニメ『Fate/Zero』2ndシーズン エンディングテーマ）

深澤秀行（楽曲提供）
- 「魔法使いの夜〜メインテーマ」（『魔法使いの夜』オープニングテーマ）
- 「Five」（『魔法使いの夜』作中曲）

遠藤正明（サプライズゲスト）
- 「Fellows」（『カーニバル・ファンタズム』エンディングテーマ）

是永巧一（ギター演奏）
佐藤強一（ドラム演奏）
高橋"Jr."知治（ベース演奏）
今野均（バイオリン演奏）
櫻田泰啓（キーボード演奏）
大平佳男（マニピュレーター）

### エイプリルフール企画
いずれも4月1日限定で、TYPE-MOON公式サイト内で行われた企画。公式サイトにアクセスすると、下記のページにアクセスするようになっていた。なお一部は外部サイトでの企画であり、その都度記載する。なお一部商品化されているものを除いて、2012年までのものは全て『TYPE‐MOON 10th Anniversary Phantasm』に紹介されている。
2005年『NECOARC THE MOVIE（ネコアルク・ザ・ムービー）』
架空映画「NECOARC THE MOVIE」の公式ウェブサイト。キャラクターデザインは小梅けいと。同作は『Fate/Zero』とともに『Fate/hollow ataraxia』に登場した作中作であった。後に同年夏に開催されたコミックマーケット68で販売された「ネコアルクセット」に本作のパンフレットが付属した。
2006年『葉桜ロマンティック』
TYPE-MOON傘下の架空ゲームブランド「engage」の学園ADVゲーム「葉桜ロマンティック」の公式ウェブサイト。キャラクターデザインは武内崇。R-18女性向け恋愛ゲームで、登場人物の紹介記事が掲載された。後に『氷室の天地 Fate/school life』に同名のゲームソフトが登場している。
2007年『ふしぎエナジー コロナ REVIVE』
架空魔法少女アニメ「ふしぎエナジー コロナ REVIVE」の公式ウェブサイト。既に放映されたアニメ「ふしぎエナジー コロナ」の続編であるとされている。作中には『月姫』に登場したキャラクター・琥珀によく似た「クイーンアンバー」と、『Fate/hollow ataraxia』に登場したカレイドステッキ（ルビーちゃん）の姿が見える。
2008年『Tムーン（闘魂ムーン）』
架空女子プロレス雑誌のWEB版サイト。『月姫』『Fate』『空の境界』といった各作品に登場する女性キャラクターたちをプロレスラーとして紹介し、そのマッチや特集などといった記事を閲覧できた。
なお同年、成田良悟の個人ホームページで『Fate/strange Fake』の原型となる「Fake/states night」が書き下ろされた。
2009年『MOONシネマズ』
映画配給会社「MOONシネマズ」の公式ウェブサイト。『月姫』『Fate』『空の境界』のパロディ映画が多数公開され、一部の映画については特設サイトも作られた。うち「戦車男」は『TYPE‐MOON 10th Anniversary Phantasm』において春野友也によってコミカライズされている。携帯版公式サイト「まほうつかいの箱」では架空の映画「着信@アリアリ」の公式サイトが閲覧できた。またufotable公式ウェブサイトとのコラボレーションが行われ、『空の境界 未来福音』の劇場アニメ制作の嘘告知がされた。
2010年『TMitter（ツキッター）』
午前0時より、『月姫』『Fate』の計11キャラクターのTwitterアカウントが作成され、キャラクターたちが不定期にツイートするという企画が催された。一部ツイートには返信のリツイートも見られた。またそれに合わせた嘘ニュースサイトのニュースページも複数制作された。ツイートはほぼ丸一日行われ、23時11分に最後のツイートがされて終了した。また「まほうつかいの箱」では嘘ニュースサイトが閲覧できた。
2011年『四月の魔女の部屋』
星空めておによる短編小説『四月の魔女の部屋』が掲載された。同作は数日間、公式サイトに掲載され、のち星海社から「星海社朗読館」として単行本化された。
2012年『コハACE』
『コハエース』の経験値による、機動戦士ガンダムAGEパロディ企画。『魔法使いの夜』制作佳境であったため、経験値によるイラストと漫画のみの催しとなった。
2013年『路地裏さつき ヒロイン十二宮編』
聖闘士星矢パロディのブラウザゲーム。全13話で数時間おきに更新された。キャラクター作画には作品と縁の深い作家が選ばれたほか、次回予告は南央美が担当した。主人公の弓塚さつきとその仲間たち（シオン、リーズバイフェ、シエル、謎のヒロインX）が、ヒロインの座を巡って他作品のヒロインたちと戦うという筋書き。また公式ネットラジオ『ひびちからじお!』では当日に南央美がゲストとしての放送が配信された。
監督・シリーズ構成・監修：奈須きのこ、脚本：磨伸映一郎（1&2&10話）&経験値（3&12話）&ACPI（4&7&8話）&奈須きのこ（5&6&13話）&星空めてお（9話）&東出祐一郎（11話）、予告ナレーション：南央美
ゴールドヒロインデザイン：中原（AYAKA）、下越（ゴルゴーン）、ろび〜な（赤セイバー）、須藤友徳（両儀式）、ワダアルコ（赤ランサー）、こやまひろかず（石杖カナタ）、森井しづき（蒼埼青子）、Bすけ（モコクェイド）、BUNBUN（日ノ岡ほむら）、蒼月タカオ（メガ林桜子）、近衛乙嗣（ジャンヌ）、BLACK（秋葉）、武内崇（アルティメット・さつき）
2014年『TMチャンネル』
公式サイトではなくニコニコ生放送を用いた企画。「赤生@ちゃんねる」全3回と、「ろじうらじお」全2回が配信された。フルボイス仕様で、前者には丹下桜（赤セイバー&本人役）、斎藤千和（キャス狐 役）、大久保瑠美（赤ランサー 役）が、後者には南央美（弓塚さつき 役）、夏樹リオ（シオン 役）が出演した。「赤生@ちゃんねる」ではコラボレーション企画として『艦隊これくしょん -艦これ-』の実況プレイも行われ、赤セイバーによる他人（経験値）のデータで無茶なプレイをする傍若無人っぷりも見せた。
2015年『TMitter2015』
27の公式アカウントを使ったTwitter企画。架空のアイドル事務所『芸能事務所インペリアル・ローマ』と架空イベント『カブさばワールドチャンピオンシップ（闇）2015』（『カプセルさーばんと』自体はPS Vita版『Fate/hollow ataraxia』にあるゲーム）を舞台に繰り広げられた。公式サイト上では、インペリアル・ローマとカブさばのページも作られ、『Fate/Grand Order』のページもトップが経験値絵になった。
2016年『Fate/Grand Order』リヨキャラ化
『Fate/Grand Order』内のキャラクターCGが「もっとマンガで分かる！FGO」（漫画家・リヨ）のビジュアルに差し替え。また公式サイトおよびFGOサイトもリヨ絵に変わった。
2017年『Fate/Grand Order Gutentag Omen（FGOGO）』
『Pokémon GO』を模したアプリ（Android・iOS）を1日限定で実際に配信。仮想世界を探索して、リヨ絵のサーヴァントをGETする。
2018年『東京きのこ美術館』/『Fate/Grand Order Gutentag Omen Adios（FGOGOA）』
公式サイトでは「きのこ肖像画ギャラリー」と題したCGイラスト集を開館。また聖晶石を撃ってサーヴァントをGETするゲームアプリ第2弾を1日限定で配信。FGO内でもFGOGOAリリース記念キャンペーンを実施。魔神柱討伐（四月二日奪還成功）の報告ツイート数が42,000を達成したため、記念としてFGOで星4概念礼装「春遠からじ」が配布された。
2019年『Fate/Grand Order Quest（FGO Quest）』
1日限定アプリ第3弾、ドラゴンクエスト風フィールド探索型RPGを配信。
2020年『Fate/Grand Order MyCraft Lostbelt』
限定アプリ第4弾。マインクラフト風のタワー崩しゲーム。当初は1日限定の予定だったが急遽2020年4月5日までプレイ可能に延長された。
また『Fate/Grand Order Gutentag Omen』も2020年4月2-5日限定で再配信。
2021年『Fate/Freedom Order ～ボクとアナタのユナイト戦争～』
限定アプリ第5弾。英霊合成RPG。
2022年『Fate/Pixel Wars』
限定アプリ第6弾。聖杯選挙RPG。
2023年『Fate/Grail League』
限定アプリ第7弾。英霊野球RPG。
2024年『Fate/Dream Striker』
限定アプリ第8弾。FGO超異聞サッカーRPG。